# Zincrosasite
La zincrosasite è un minerale.